# Amyema edanoi
Amyema edanoi är en tvåhjärtbladig växtart som först beskrevs av Elmer Drew Merrill, och fick sitt nu gällande namn av B.A. Barlow. Amyema edanoi ingår i släktet Amyema och familjen Loranthaceae. Inga underarter finns listade i Catalogue of Life.